# 9325 Stonehenge
9325 Stonehenge è un asteroide della fascia principale interna. Scoperto nel 1989, presenta un'orbita caratterizzata da un semiasse maggiore pari a 2,428029 UA e da un'eccentricità di 0,068038, inclinata di 5,899215° rispetto all'eclittica. Ha un periodo di rotazione di 4,607 ore.
Fa parte della famiglia di asteroidi Vesta.
L'asteroide è dedicato all'omonimo sito neolitico in Inghilterra.